# あいつのタイムマシン
- 藤子不二雄（読切） > 藤子・F・不二雄（著作） > SF短編 > 一覧 > あいつのタイムマシン

『あいつのタイムマシン』は、藤子不二雄名義で発表された読み切り漫画。藤本弘（のちの藤子・F・不二雄）による単独執筆作。双葉社『漫画アクション』1979年12月11日増刊号に掲載された。
タイム・パラドックスにおける、いわゆる「存在の円環」をテーマとした作品であり、藤子Ｆは同様の作品を、少年向けマンガにおいても多数発表している(例：『ドラえもん／あやうし！ライオン仮面』、『キテレツ大百科／片道タイムマシン』など)。
以下では、基本的に漫画版について述べる（ドラマ版は#ドラマを参照）。

## あらすじ
序盤
正男と鉄夫は小学5年生のときに「将来、タイムマシンを作ろう」と固く誓った仲。時が流れ、正男は漫画家になったが、28歳の鉄夫は定職に就かないままアパートの一室でタイムマシン開発に没頭していた。正男が就職を勧めても鉄夫は耳を貸さない。正男は妻のみっちゃん（鉄夫のいとこ）から、「（鉄夫は）やさしい子だった」「ひょっとして（鉄夫は自分の事が）好きだったんじゃないか」という話を聞いて涙を流して嫉妬し、妻に対し「誰にもきみを渡さない」「まして鉄ちゃんなんかには……」と宣言する。
中盤
正男はタイムマシンを題材とした新作漫画の構想を練っており、リアリティのあるタイムマシンの説明手段としてタキオンを用いるが、担当編集者の紺田は納得しない。紺田は理論よりも新しい角度から考えて説得力を持たせることを薦める。
終盤
鉄夫からアドバイスを得ようと正男が彼の部屋を訪れると、鉄夫は神妙な面持ちで光が点滅するだけの板に座っていた。鉄夫は「現在の自分がタイムマシンの作り方を知れば、未来の自分も知る事になるはず」「信じて念じていれば、未来の（タイムマシンを完成させた）自分が、タイムマシンの作り方を教えにくる」と主張する。正男が「現在の鉄夫がタイムマシンの作り方を知らないなら、未来の鉄夫が知るはずがない」「これでは堂々巡りだ」と指摘するも、鉄夫は「その堂々巡りの輪に入る」と宣言し、ついには「そうなった!!」と叫ぶと部屋から走り出していった。
結末
呆気にとられた正男は鉄夫の部屋を後にするが、そのとき世界が歪んだような感覚を覚える。帰宅した正男は、一人暮らしの散らかった部屋で「嫁さんほしいな。鉄夫の奴がうらやましいよ」と呟くのだった。

## 単行本
小学館『藤子・F・不二雄 SF短編集 PERFECT版』第6巻「パラレル同窓会」、中央公論社『愛蔵版 藤子・F・不二雄 SF全短篇』第3巻「征地球論」等に収録されている。詳細は藤子・F・不二雄のSF短編一覧#作品一覧を参照。

## ドラマ

### 藤子・F・不二雄のパラレル・スペース
2008年10月31日よりWOWOWミッドナイト・ドラマ枠にて『藤子・F・不二雄のパラレル・スペース』としてドラマ化された作品のうちのひとつ。「あいつのタイムマシン」は2008年11月7日に放送。

#### キャスト
- ひろ子 - 田畑智子
- ハルカ- ミムラ
- 矢口 - 中林大樹
- 田中 - 永野宗典

#### スタッフ
- 監督 - 三木孝浩
- 脚本 - 大歳倫弘、上田誠

### 藤子・F・不二雄 SF短編ドラマ
NHKBS『藤子・F・不二雄 SF短編ドラマ』の2024年5月に放送が予定されているシーズン2の4作品のうちのひとつ。「あいつのタイムマシン」は2024年5月5日に放送。
キャスト
- 正男 - 渡辺大知
- 鉄夫 - 奥野瑛太
- みっちゃん - 木竜麻生
- 紺田 - 安井順平

スタッフ
脚本・演出　家次勲